# Erva-alheira
A erva-alheira (Alliaria petiolata) é uma planta herbácea bienal, glabra, da família das Brassicaceae, nativa da Europa, Ásia  ocidental e central e noroeste África, do Marrocos,  Iberia e Ilhas Britânicas , norte a norte Escandinávia.
Tem folhas pecioladas, com forma triangular, grosseiramente dentadas e que libertam um cheiro forte a alho quando são esmagadas. No primeiro ano do seu ciclo de vida, aparece apenas como uma roseta de folhas prostradas, em forma de coração e com pecíolos longos. A roseta mantém-se verde durante o inverno e, no ano seguinte (na Primavera), desenvolvem-se em plantas maduras, com caules erectos e folhosos, capazes de florescer. As flores, brancas e dispostas em corimbos que se vão alongando à medida que as mais antigas murcham, têm quatro pétalas dispostas em cruz na extremidade dos caules. Os frutos são síliquas alongadas (quadrangulares em secção transversal) e com pedúnculos curtos e oblíquos em relação ao caule. Cresce frequentemente nas beiras dos caminhos e em locais sombrios.
É semelhante à erva-fome (Cardaria draba).